# Carl Gottfried Eybe
Carl Gottfried Eybe (* 17. Dezember 1813 in Hamburg; † 17. Februar 1893 in Blankenese) war ein deutscher Maler der Düsseldorfer Malerschule und Hamburger Schule sowie Lithograf, Bildhauer und Kaufmann.

## Leben
Der Sohn des Königsberger Gastwirts Gottfried Eybe absolvierte zunächst eine Kaufmannslehre. Anschließend wurde er in Hamburg von Friedrich Carl Gröger, gemeinsam mit Christoph Wilhelm Wohlien, mit dem er sein Leben lang befreundet blieb, sowie durch Heinrich Jacob Aldenrath in die Malerei eingeführt. 1839 bis 1847 studierte er an der Kunstakademie Düsseldorf bei Karl Ferdinand Sohn und später bei Friedrich Wilhelm von Schadow, der ihn stark beeinflusste. Anschließend ließ er sich im Jahr 1848 in seiner Heimatstadt Hamburg als Maler nieder, verdiente seinen Lebensunterhalt jedoch zeitweise mit Bildhauerarbeiten und Porträtlithographien. Spätere Studienreisen führten in durch Deutschland, in die Niederlande, nach Ungarn und nach Oberitalien. Ein weiterer Freund war der Maler Hermann Becker sen. (1817–1885). Carl Gottfried Eybe trat 1846  dem Düsseldorfer Künstlerverein Crignic bei und war 1853/54 und 1858 Mitglied im Künstlerverein Malkasten. In Hamburg war er Mitglied des Hamburger Künstlervereins von 1832. Sein Bildnis, Bleistiftzeichnung von Christian Boettcher, sowie ein 1850 entstandenes Ölgemälde von Ludwig Knaus verwahrt der Künstlerverein Malkasten in Düsseldorf.
In Düsseldorf entstanden unter dem Einfluss Schadows zunächst Gemälde zu religiösen Themen, wie Hagar und Ismael in der Wüste (1845) oder Caritas (1847), das die Hamburger Kunsthalle erwarb. In Hamburg wandte er sich volkstümlichen Figurenszenen, vor allem Kinderdarstellungen zu, wie Kinder im Walde (1851) und Badende Kinder (1858) und erhielt zahlreiche Aufträge für bürgerliche Bildnisse. Mit seinen Arbeiten war Eybe auf zahlreichen Ausstellungen vertreten, darunter 1854 in München, 1880 in Düsseldorf und 1887 in Hamburg.

## Werkauswahl
- Susanna im Bade (die Landschaft von Andreas Achenbach gemalt), Hamburg, Kunsthalle
- Bildnis Johann Georg Hackius, Bildnis Barbara Hackius (1839), Hamburg, Kunsthalle
- Bildnis Louis Vohsen, Bildnis Fanny Vohsen (1844)
- Bildnis des Malers Julius Bakof (1819–1857) (1847), Hamburg, Kunsthalle
- Bildnis Peter Ludwig Ahrens, Bildnis Johanna Magdalena Ahrens (1847), Hamburg, Museum für Hamburger Geschichte
- Bildnis Hans Schierven Knoph (1850), Hamburg, Museum für Hamburger Geschichte
- Bildnis eines Knaben (1875), Kiel, Kunsthalle
- Bildnis des Logenmeisters F. C. L. Wage, ehemals Provinzialloge Niedersachsen

## Schriften
- Eigenhändiger Lebenslauf, Düsseldorf, Malkasten-Archiv